# Acerovesiculomyia marikovskii
Acerovesiculomyia marikovskii är en tvåvingeart som beskrevs av Fedotova 2003. Acerovesiculomyia marikovskii ingår i släktet Acerovesiculomyia och familjen gallmyggor. Inga underarter finns listade i Catalogue of Life.